# Joseph Sweeney
Joseph Sweeney (26 de julio de 1884-25 de noviembre de 1963) fue un actor estadounidense que trabajó en producciones teatrales, televisión y películas principalmente en la década de 1950, a menudo interpretando papeles de abuelo.  Su papel más conocido fue el del anciano jurado número 9 en el clásico de 1957 12 Angry Men,  el papel que antes interpretó en una obra para televisión en directo de Westinghouse Studio One de 1954 de la cual la película fue una adaptación.

## Carrera
Nacido en Filadelfia el 26 de julio de 1884, se crio en una pensión en el mismo lugar que W. C. Fields.  En 1910 inició su carrera como actor y se trasladó a Broadway, actuando en los escenarios y realizando giras por Estados Unidos.  Sweeney debutó en el escenario con una compañía en Norwich, Connecticut.  Tuvo una exitosa carrera como actor teatral en producciones como The Clansmen, George Washington Slept Here, Ladies and Gentlemen, A Slight Case of Murder, Dear Old Darlin y Days To Remember.  A finales de la década de 1940, se pasó a la televisión a medida que cambiaban los intereses de la audiencia.  Regresó a los escenarios en 1953 para interpretar a Giles Corey en Las brujas de Salem de Arthur Miller. 
En 1949 apareció regularmente en la serie Wesley de la CBS, y entre 1950 y 1960 apareció en papeles principales y secundarios y en entregas de Lights Out, Kraft Television Theatre, Philco Television Playhouse, Campbell Television Soundstage, Studio One, Producers' Showcase, Playwrights '56, The U. S. Steel Hour, The Defenders, Car 54, ¿Where Are You? y Dr. Kildare. 
Su actuación más importante en televisión fue Twelve Angry Men (1954), de Reginald Rose, donde interpretó al jurado Mr. McCardle, y luego repitió el papel en la adaptación cinematográfica de Sidney Lumet junto a Henry Fonda, Lee J. Cobb y Jack Warden.  También interpretó papeles de astutos y villanos, como el del ex empleado doméstico ladrón en El hombre del traje gris (1956) o The Fastest Gun Alive (1956). 

## Últimos años
Sweeney se mantuvo activo actuando hasta el momento de su muerte el 25 de noviembre de 1963 a la edad de 79 años, apareciendo en numerosos espectáculos y programas de televisión solo ese año, al menos en más de una docena durante el último año de su vida.  

## Filmografía

### Televisión
| Años) | Título                  | Papel                                      | Notas                                        |
| ----- | ----------------------- | ------------------------------------------ | -------------------------------------------- |
| 1949  | Wesley                  | El abuelo de Wesley                        |                                              |
| 1954  | Twelve Angry Men        | Jurado #9                                  |                                              |
| 1961  | Naked City              | Jacob S. Moreland                          | Temporada 3, capítulo 12 - Fiesta del puente |
| 1963  | Car 54, ¿Where Are You? | El juez / A. E. Van Cleve / Jim McNaughton | 4 episodios                                  |

### Cine
| Año  | Título                   | Papel                                              | Notas |
| ---- | ------------------------ | -------------------------------------------------- | ----- |
| 1918 | Sylvia On a Spree        | Un amigo de Jack                                   |       |
| 1936 | Soak the Rich            | Capitán Pettijohn, primer detective                |       |
| 1940 | The Philadelphia Story   | Mayordomo (sin acreditar)                          |       |
| 1950 | Outside the Wall         | Recluso del hospital de la prisión (sin acreditar) |       |
| 1956 | El hombre del traje gris | Edward Schultz                                     |       |
| 1956 | The Fastest Gun Alive    | Reverendo                                          |       |
| 1957 | 12 Angry Men             | Jurado #9 / McCardle                               |       |